# Relaciones Egipto-Mesopotamia
Las relaciones Egipto-Mesopotamia parecen haberse desarrollado a partir del  cuarto milenio a. C., comenzando en el período Uruk para Mesopotamia y la cultura Gerzeana del Egipto Prehistórico prealfabetizado (alrededor de 3500-3200 a. C.). Las influencias se pueden ver en las artes visuales de Egipto, en los productos importados y también en la posible transferencia de la escritura de Mesopotamia a Egipto, y generaron paralelismos «profundamente arraigados» en las primeras etapas de ambas culturas.

## Influencias sobre el comercio y el arte egipcios (3500-3200 a.C.)
En general, hubo un alto nivel de comercio entre el Antiguo Egipto y el Cercano Oriente a lo largo del periodo predinástico de Egipto, durante las fases de Naqada II (3600-3350 a. C.) y Naqada III (3350-2950 a. C.), que fueron contemporáneos de los periodos Uruk tardío (3500-3100 a. C.) y Jemdet Nasr (3100-2900 a. C.) en Mesopotamia. Se considera que el principal periodo de intercambio cultural, en particular el que consiste en el traslado de imágenes y símbolos mesopotámicos a Egipto, duró unos 250 años, durante los periodos de la Naqada II a la Dinastía I.

### Diseños y objetos
Durante este período entraron en Egipto objetos y formas de arte claramente extraños, lo que indica que hubo contactos con varias partes de Asia. Los diseños que fueron emulados por los artistas egipcios son numerosos: el "Sacerdote-Rey" de Uruk con su túnica y su sombrero de ala en la postura del Maestro de los animales, los serpentines o sepo-felines, grifos alados, serpientes alrededor de rosetas, barcos con altas proas, todos característicos del arte mesopotámico del Uruk tardío (Uruk IV, c. El mismo "Sacerdote-Rey" es visible en varias obras de arte mesopotámicas del final del período Uruk, como los Monumentos Blau, los sellos de cilindros y las estatuas.
Las tinajas de diseño mesopotámico empiezan a aparecer en Egipto en el periodo Naqada II. Se han encontrado varios jarrones y recipientes de cerámica Uruk en Egipto en contextos Naqada, lo que confirma que se importaron productos acabados mesopotámicos en Egipto, aunque el contenido pasado de las tinajas no se ha determinado todavía. El análisis científico de las antiguas tinajas de vino en Abydos ha demostrado que hubo un cierto comercio de vino de gran volumen con el Levante durante este periodo.

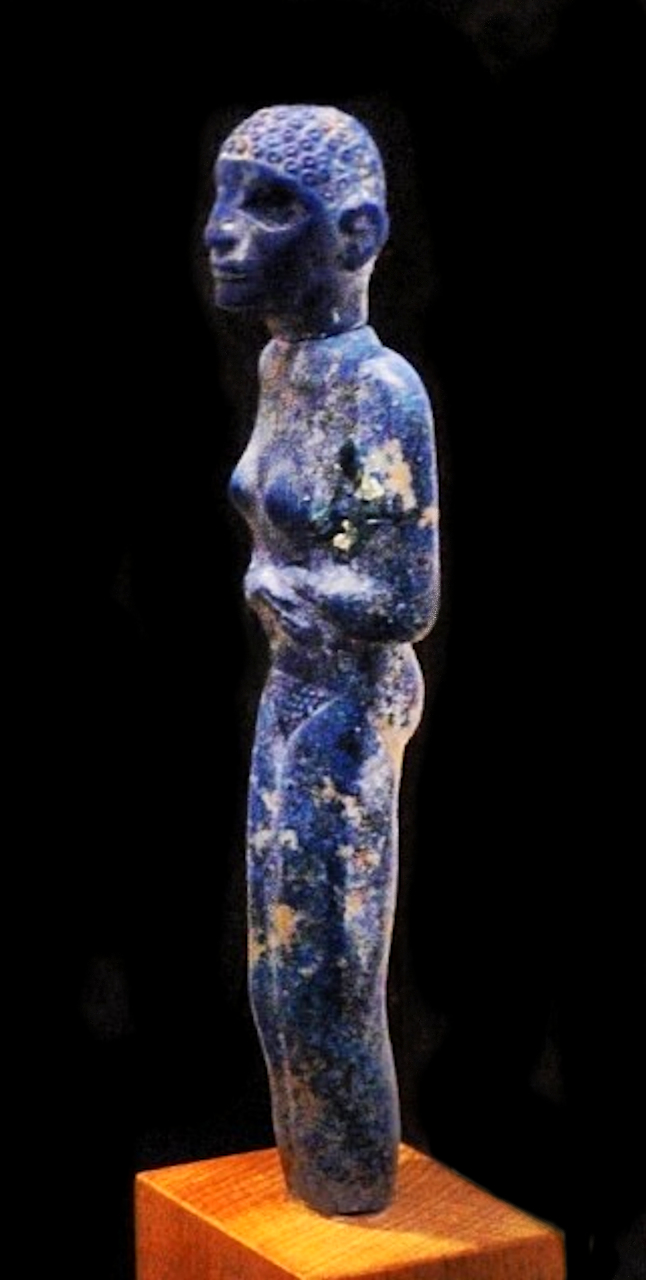
Estatuilla egipcia, 3300-3000 a.C. Se cree que el material de lapislázuli se importó de Afganistán a través de Mesopotamia. Ashmolean.

En las tumbas del Alto Egipto que datan de Naqada II y III, especialmente en Hierakonpolis, se han descubierto sellos cilíndricos, algunos procedentes de Mesopotamia y Elam, y otros hechos localmente en Egipto siguiendo diseños mesopotámicos de forma estilizada. Se han encontrado en Egipto objetos como el mango del cuchillo de Gebel el-Arak, que tiene evidentes relieves mesopotámicos, y la plata que aparece en este periodo sólo puede haber sido obtenida del Asia Menor.
El lapislázuli fue importado en gran cantidad por Egipto, y ya se utiliza en muchas tumbas del período Naqada II. El lapislázuli probablemente se originó en el norte de Afganistán, ya que no se conocen otras fuentes, y tuvo que ser transportado a través de la meseta iraní hasta Mesapotamia, y luego a Egipto.
Además, se crearon objetos egipcios que imitan claramente las formas mesopotámicas, aunque no de forma servil. Los sellos de cilindro aparecen en Egipto, así como la arquitectura de paneles empotrados, los relieves egipcios de las paletas de cosméticos están claramente hechos en el mismo estilo que la cultura Uruk mesopotámica contemporánea, y las cabezas de maza ceremoniales que aparecen del Gerzeico tardío y del Semaineano temprano están hechas en el estilo mesopotámico "en forma de pera", en lugar del estilo nativo egipcio. Las primeras criaturas compuestas hombre/animal en Egipto fueron copiadas directamente de los diseños mesopotámicos. También se considera cierto que los egipcios adoptaron de Mesopotamia la práctica de marcar el sellado de las jarras con sellos cilíndricos grabados con fines informativos.
La arquitectura egipcia también fue influenciada, ya que adoptó elementos del Templo de Mesopotamia y de la arquitectura civil. Los nichos empotrados en particular, que son característicos de la arquitectura mesopotámica, fueron adoptados para las tumbas de la Primera y Segunda Dinastía.

### Transmisión
La ruta de este comercio es difícil de determinar, pero el contacto con Canaán no es anterior a la primera dinastía, por lo que se suele suponer que fue por comercio marítimo. Durante la época en que la teoría de las carreras dinásticas todavía era popular, se teorizaba que los marineros de Uruk circunnavegaban Arabia, pero es más probable que la ruta mediterránea, probablemente por intermediarios a través de Biblos, sea más probable, como lo demuestra la presencia de objetos biblios en Egipto. El arte  glíptico también parece haber desempeñado un papel clave, a través de la circulación de sellos cilíndricos decorados a través del Levante, un territorio interior común de ambos imperios.
La intensidad de los intercambios sugiere, sin embargo, que los contactos entre Egipto y Mesopotamia eran a menudo directos, más que meramente a través de intermediarios o del comercio. Uruk había conocido avanzadas coloniales hasta Habuba Kabira, en la Siria moderna, asegurando su presencia en el Levante. También se han descubierto allí numerosos sellos de cilindros de Uruk. Se sugirió que Uruk podría haber tenido un puesto avanzado y una forma de presencia colonial en el norte de Egipto. Se sugirió el emplazamiento de Buto en particular, pero ha sido rechazado como posible candidato.
El hecho de que tantos sitios gerzeanos estén en las desembocaduras de los wadis que conducen al Mar Rojo puede indicar algún tipo de comercio a través del Mar Rojo, aunque el comercio  bibliano podría haber cruzado el Sinaí y luego ser llevado al Mar Rojo). Además, se considera poco probable que algo tan complicado como la arquitectura de paneles empotrados pudiera haber llegado a Egipto por poder, y a menudo se sospecha que al menos un pequeño contingente de emigrantes.
Estos primeros contactos probablemente actuaron como una especie de catalizador para el desarrollo de la cultura egipcia, en particular en lo que respecta a la creación de la escritura y la codificación de la imaginería real y vernácula.

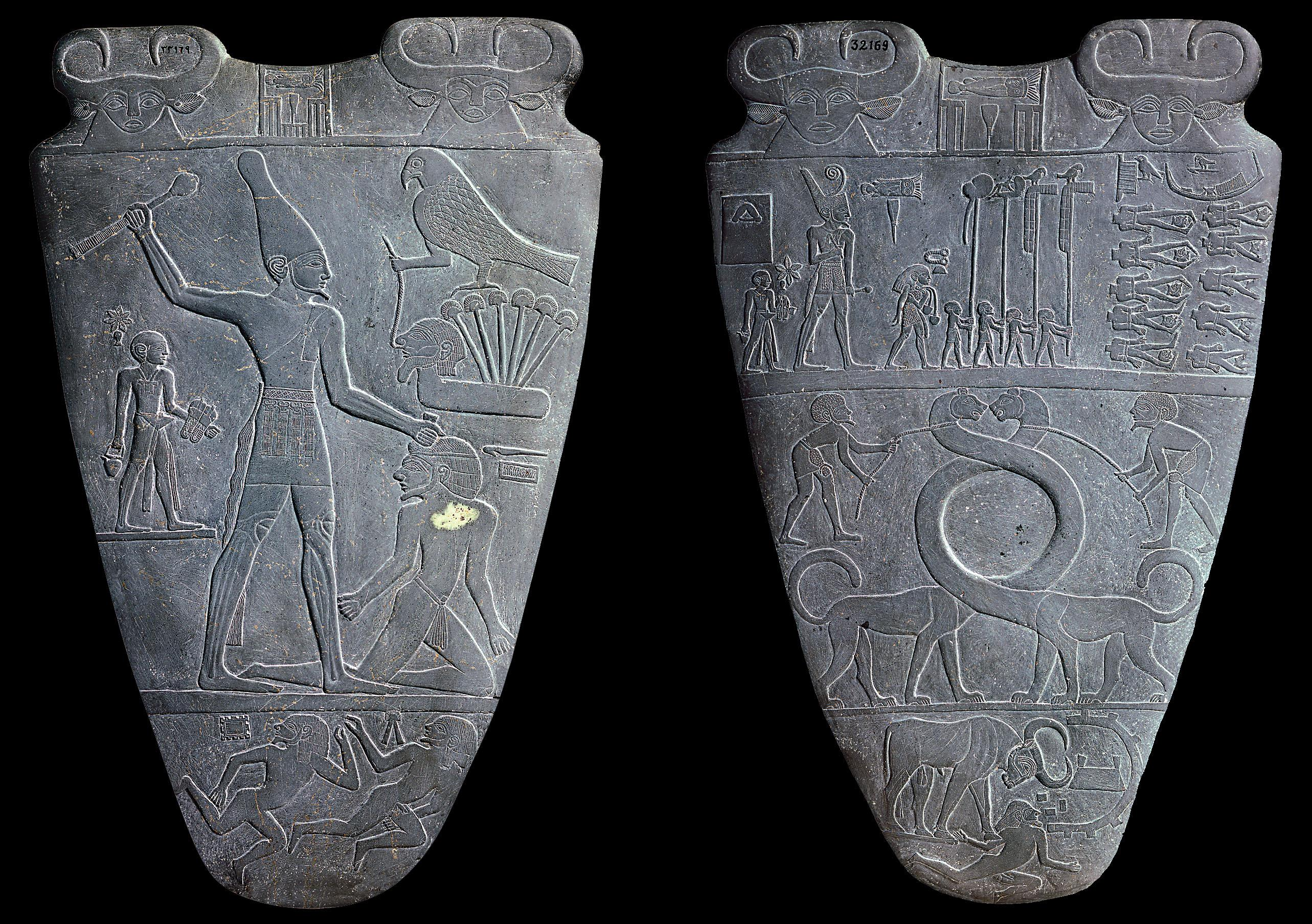
Las paletas egipcias, como la paleta Narmer (3200-3000 a. C.), toman prestados elementos de la iconografía mesopotámica, en particular el diseño saurópodo de Uruk.
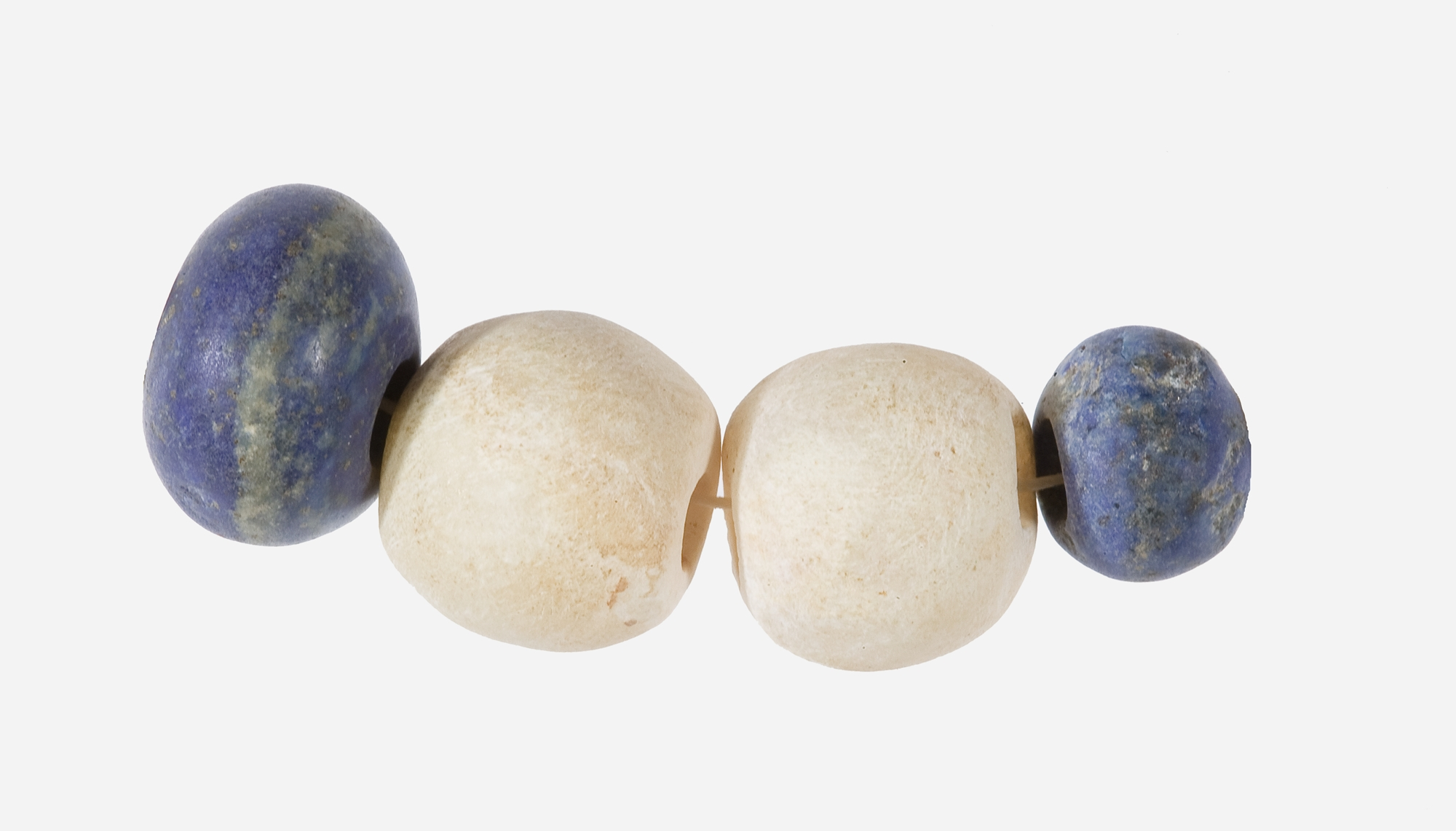
Cuentas de lapislázuli y travertino, circa 3650-3100 a. C. Naqada II – Naqada III.
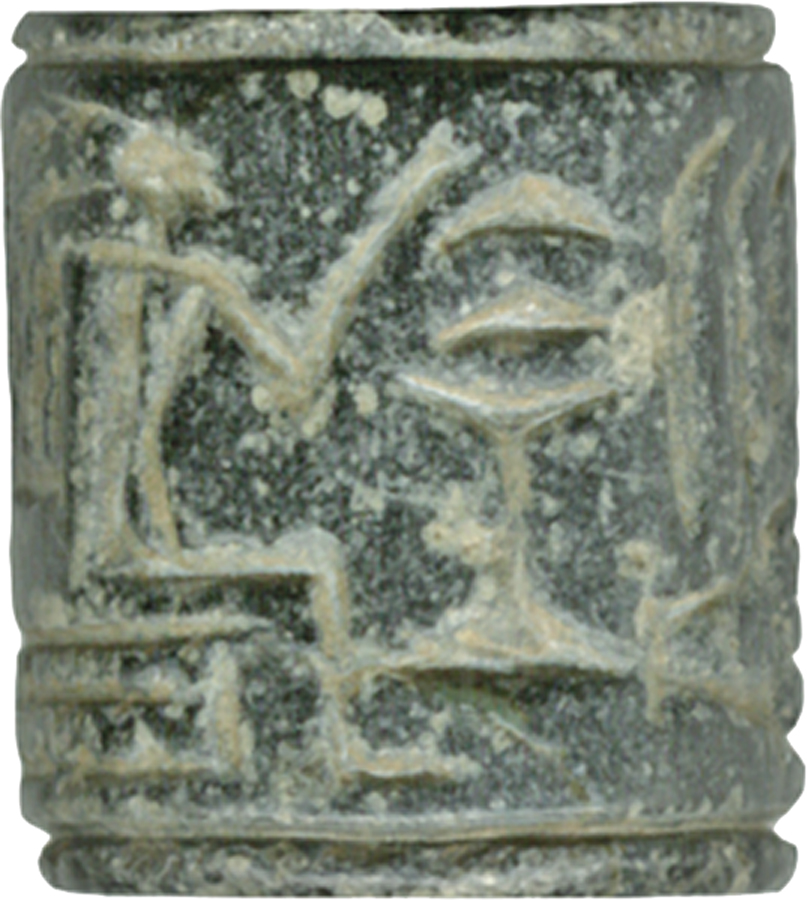
Sello arcaico de cilindro egipcio, 3100-2900 a. C.
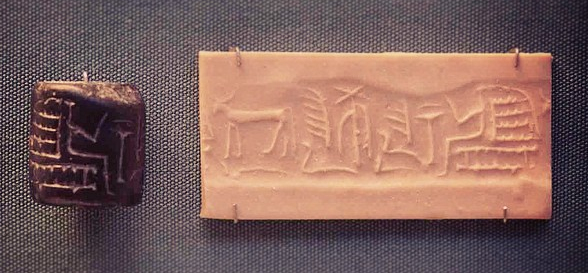
Sello del cilindro Primera o segunda dinastía 3100-2686 a. C.

### Importancia de los desarrollos locales egipcios

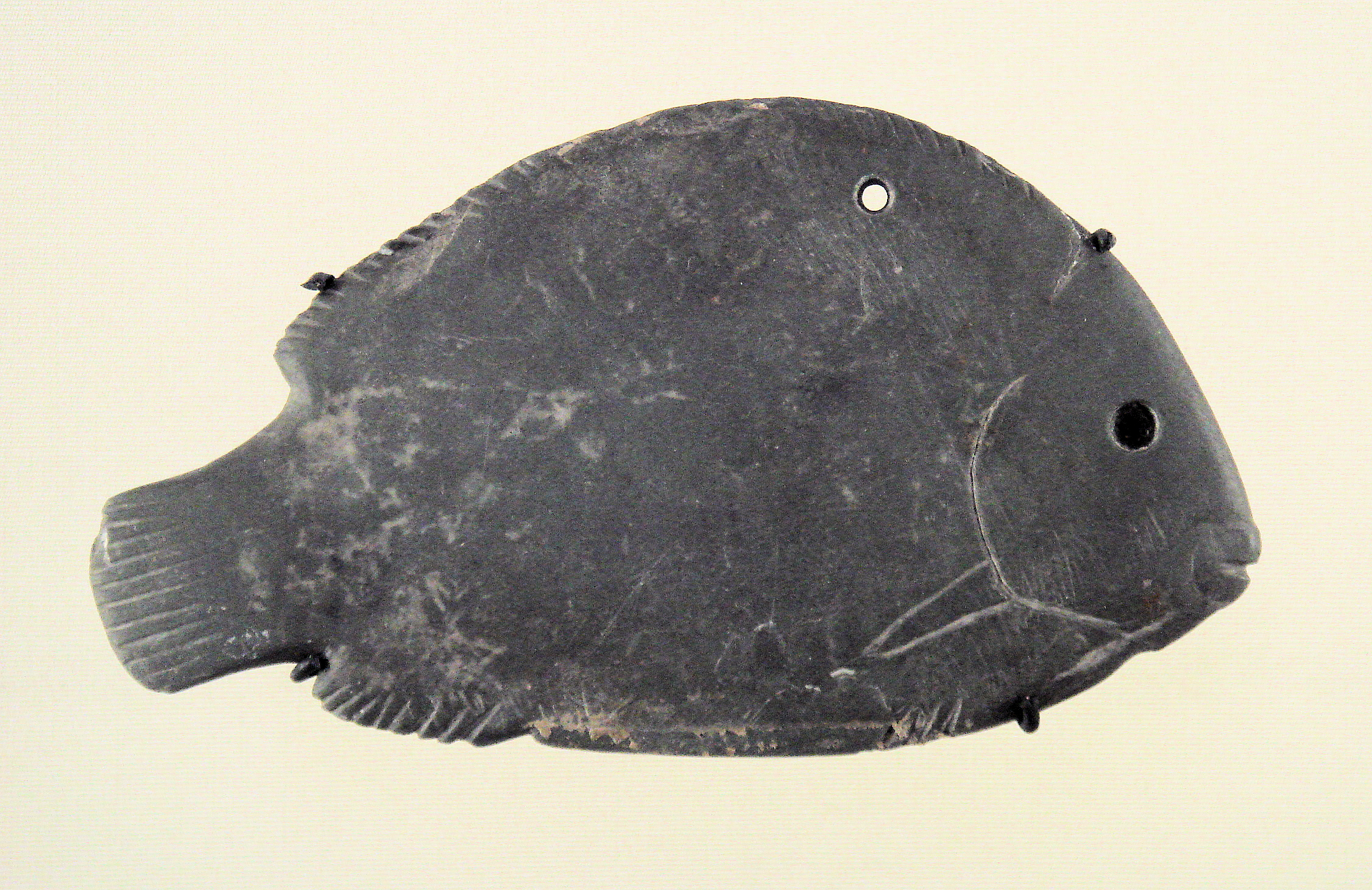
Una rara paleta cosmética egipcia Naqada III que se encuentra más allá de Egipto, en Ashkelon o Gaza, a finales del 4º milenio, Museo del Louvre AO 5359.

Aunque hay pruebas claras de que la cultura Naqada II se tomó prestada en abundancia de Mesopotamia, la opinión más extendida hoy en día es que los logros de la Primera Dinastía fueron el resultado de un largo período de desarrollo cultural y político indígena. Tales desarrollos son mucho más antiguos que el período Naqada II, el período Naqada II tuvo un alto grado de continuidad con el período Naqada I, y los cambios que se produjeron durante los períodos de Naqada se sucedieron durante cantidades significativas de tiempo.
Aunque hay muchos ejemplos de influencia mesopotámica en Egipto en el cuarto milenio antes de Cristo, lo contrario no es cierto, y no hay rastros de la influencia egipcia en Mesopotamia en ese momento. Solo se han encontrado muy pocos objetos egipcios del período Naqada más allá de Egipto, y en general en sus alrededores, como una rara paleta de cosméticos egipcios Naqada III en forma de pez, de finales del cuarto milenio antes de Cristo, encontrada en Ascleón o Gaza.

## Desarrollo de la escritura (3500-3200 a.C.)

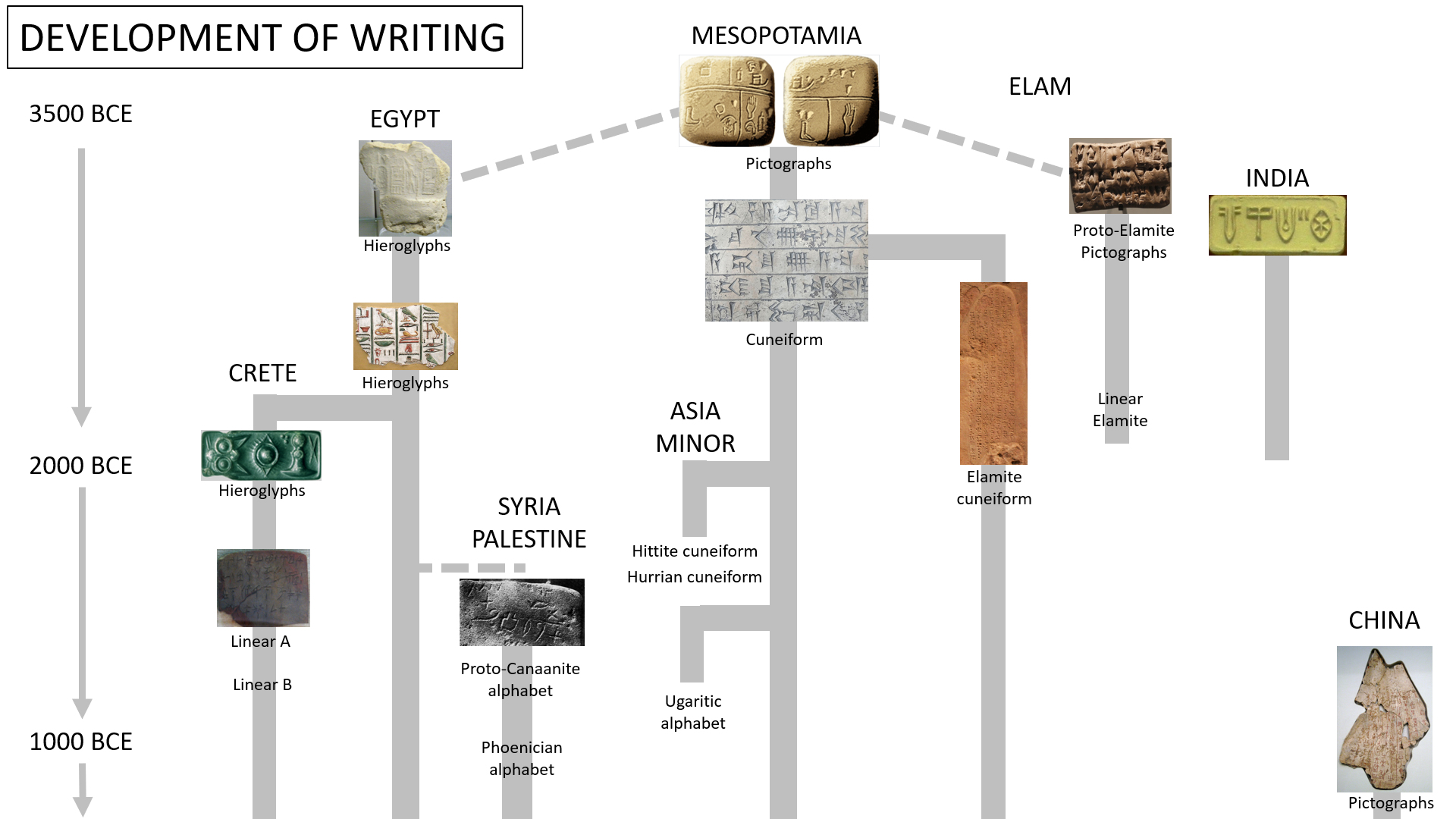
Reconstrucción estándar del desarrollo de la escritura, con posición de cuneiforme. Existe la posibilidad de que la escritura egipcia se haya inventado independientemente de la escritura mesopotámica.

En general se piensa que los jeroglíficos egipcios surgieron un poco después de la escritura sumeria y, probablemente, se inventaron bajo la influencia de esta última, y que es "probable que la idea general de expresar las palabras de un idioma por escrito fuera traída a Egipto desde la Mesopotamia sumeria". Los dos sistemas de escritura son, de hecho, bastante similares en sus etapas iniciales, ya que se basan en gran medida en formas pictográficas y luego desarrollan un sistema paralelo para la expresión de los sonidos fonéticos.
Las reconstrucciones estándar del desarrollo de la escritura generalmente colocan el desarrollo de la escritura protocuneiforme sumeria antes del desarrollo de los jeroglíficos egipcios, con la sugerencia de que el primero influyó en el segundo.
Sin embargo, se carece de pruebas directas y no se ha determinado de manera definitiva el origen de los jeroglíficos en el antiguo Egipto sino que se señala y se sostiene que "las pruebas de tal influencia directa siguen siendo endebles" y que "también se puede hacer un argumento muy creíble para el desarrollo independiente de la escritura en Egipto...".
Desde la década de 1990, el descubrimiento de glifos en etiquetas de arcilla en Abydos, fechados entre el 3400 y el 3200 a. C., puede cuestionar la noción clásica según la cual el sistema de símbolos mesopotámicos es anterior al egipcio, aunque la escritura egipcia hace una aparición repentina en ese momento, mientras que por el contrario Mesopotamia tiene una historia evolutiva de uso de signos en fichas que se remonta a alrededor del 8000 a. C. Además, las marcas de arcilla de Abydos son prácticamente idénticas a las marcas de arcilla contemporáneas de Uruk, Mesopotamia.

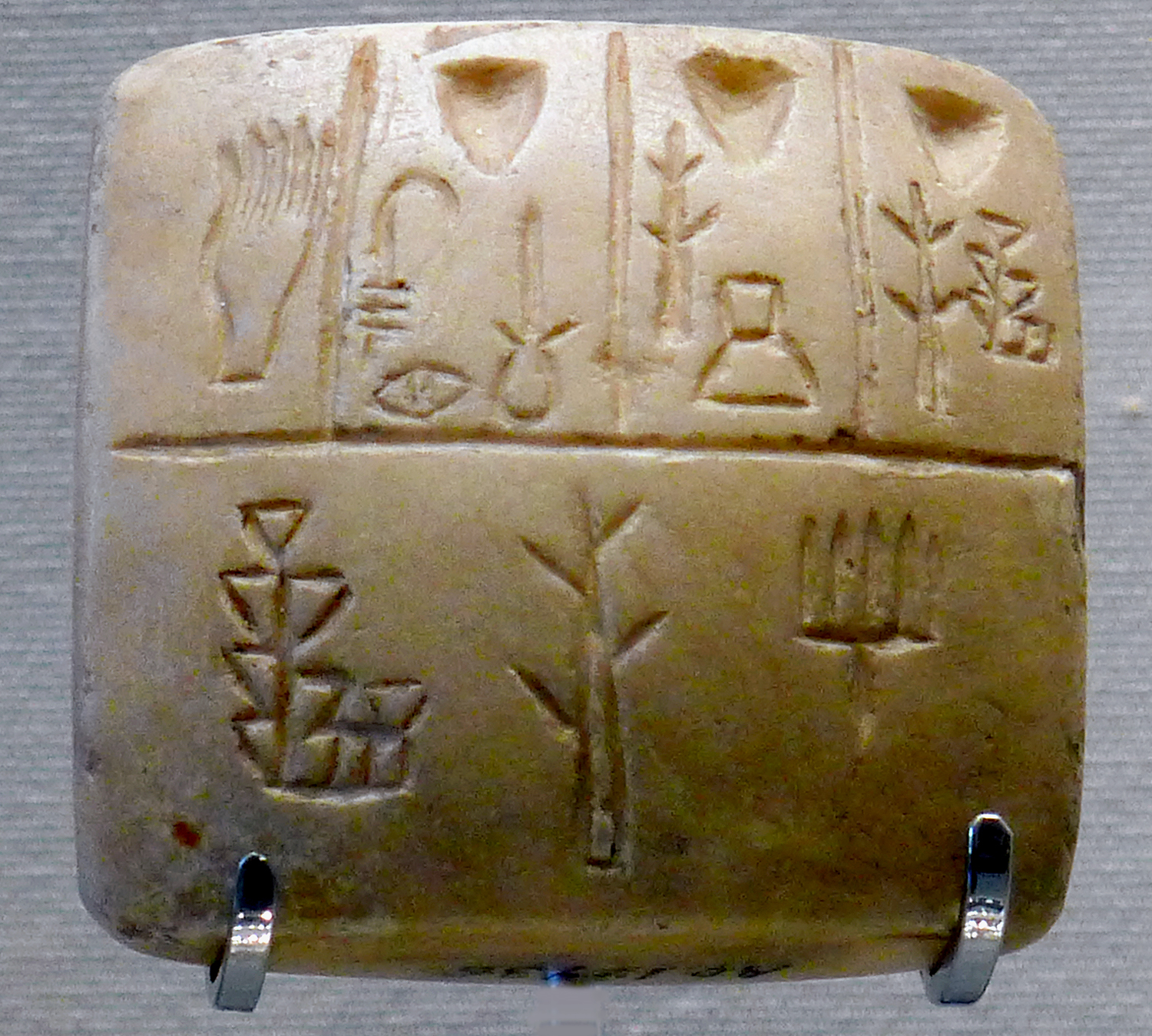
Tableta con caracteres pictográficos proto-cuneiformes mesopotámicos (finales del cuarto milenio antes de Cristo), Uruk III.
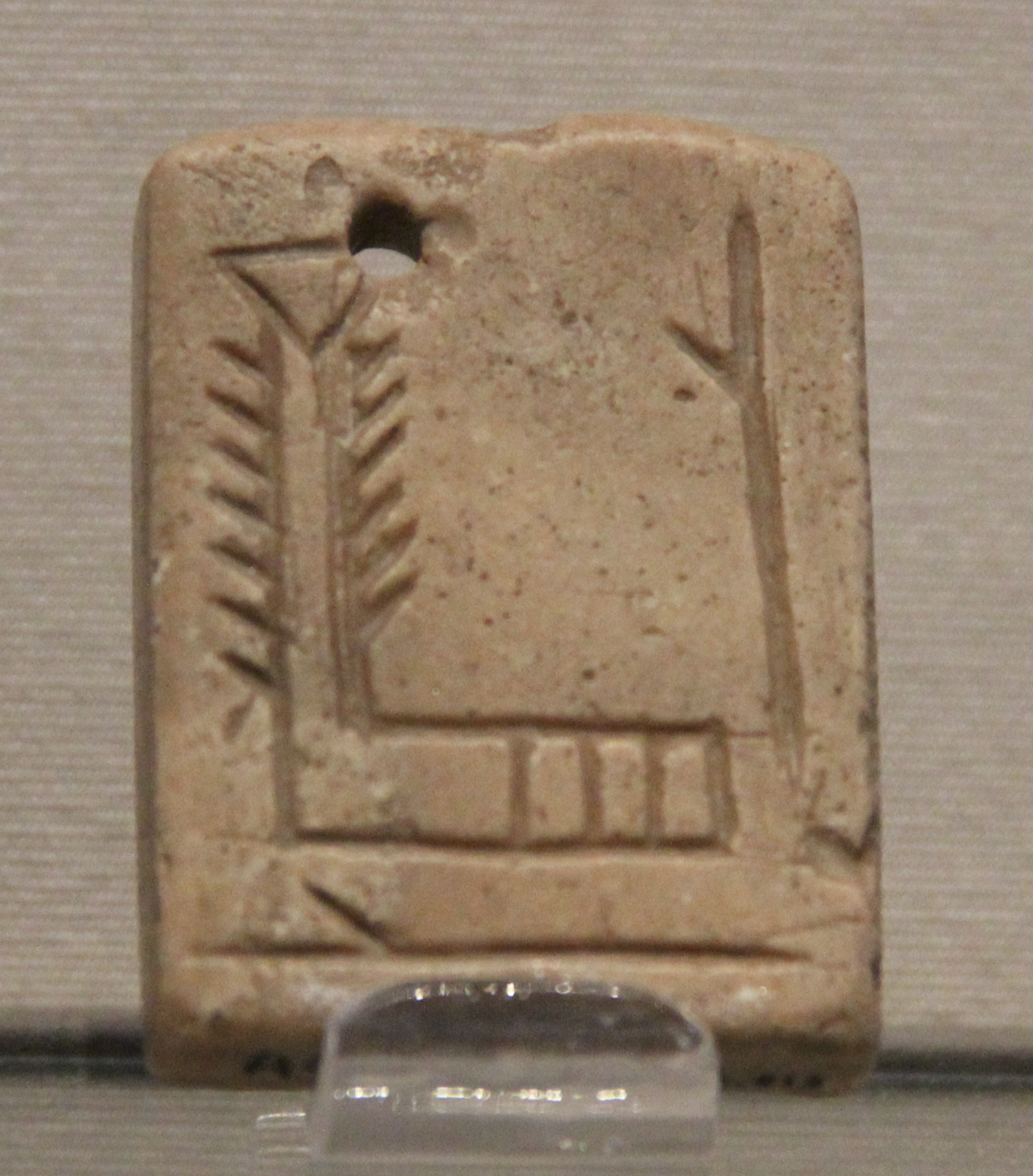
Etiqueta perforada mesopotámica, con el símbolo "EN" que significa "Maestro", el reverso de la placa tiene el símbolo de la Diosa Inanna . Uruk circa 3000 a. C. Museo del Louvre AO 7702
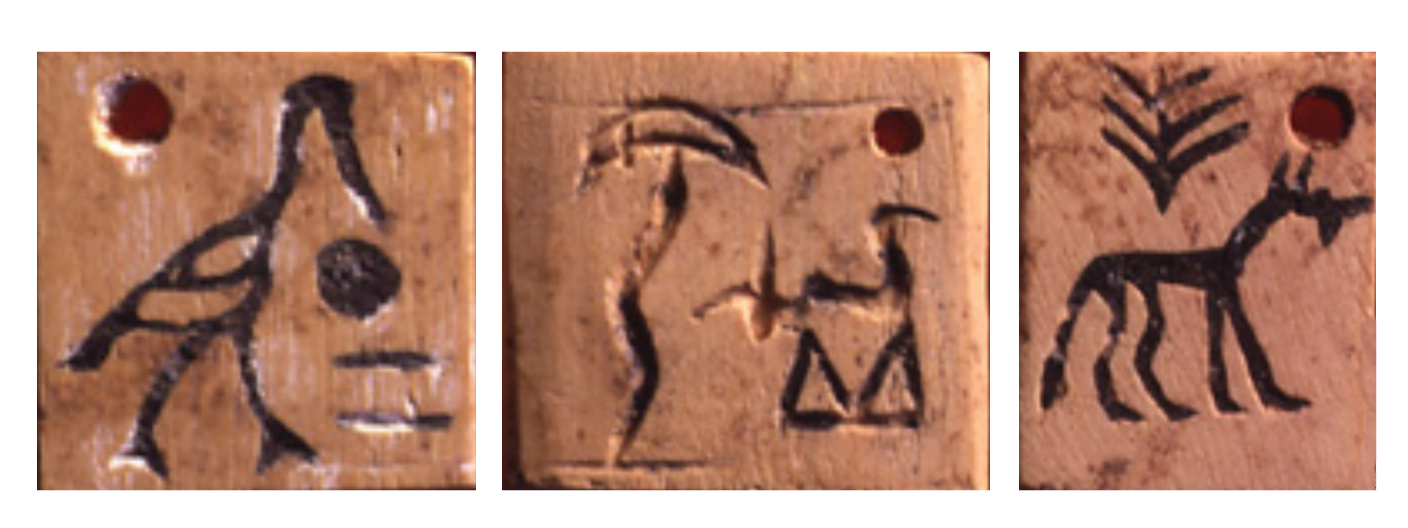
Diseños en algunas de las etiquetas o fichas de Abydos , Egipto , con fecha de carbono hacia 3400-3200 a. C.[14][43] Son prácticamente idénticos a las etiquetas de arcilla contemporáneas de Uruk , Mesopotamia.
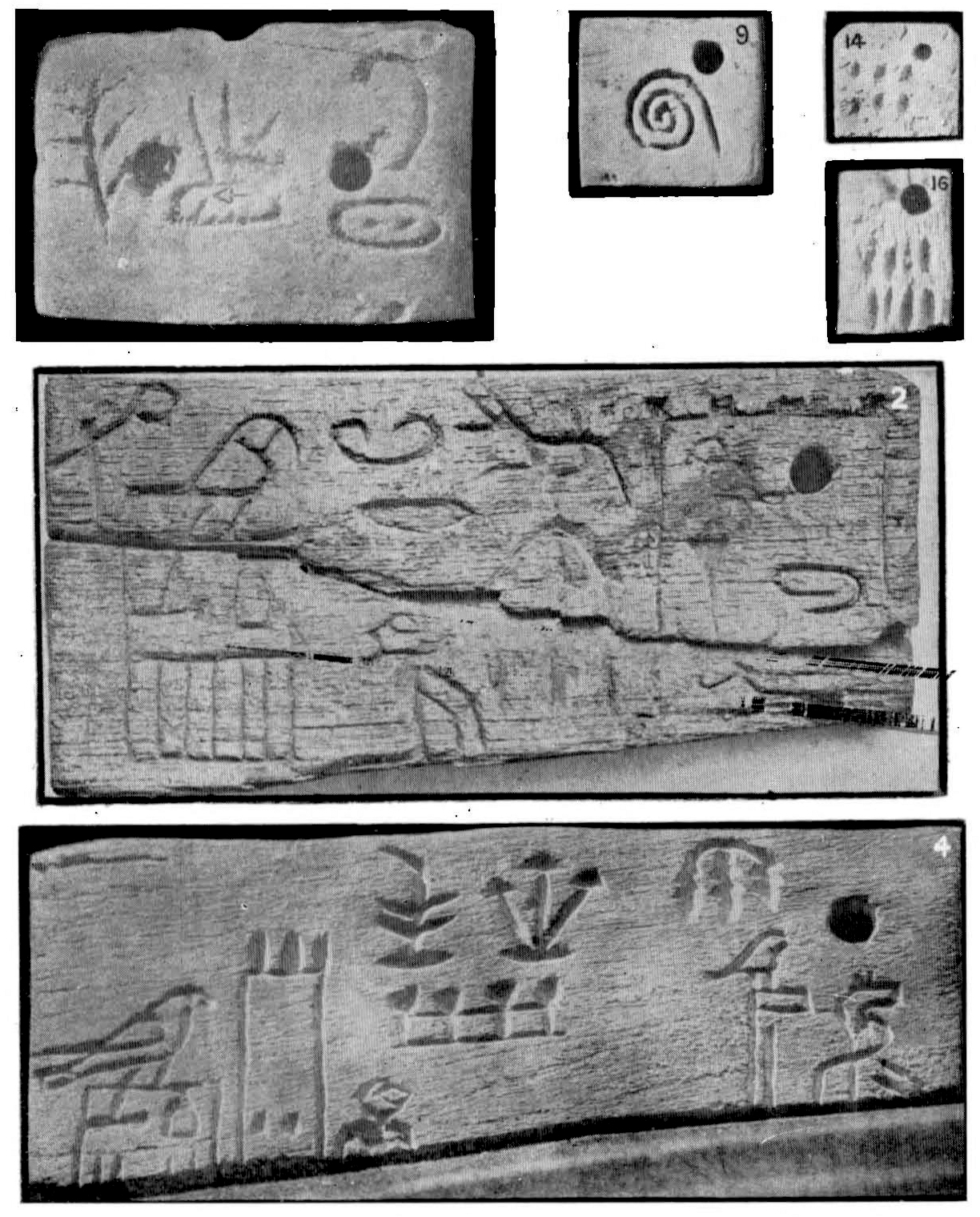
Etiquetas con algunos de los primeros jeroglíficos egipcios de la tumba del rey egipcio Menes (3200-3000 a. C.)
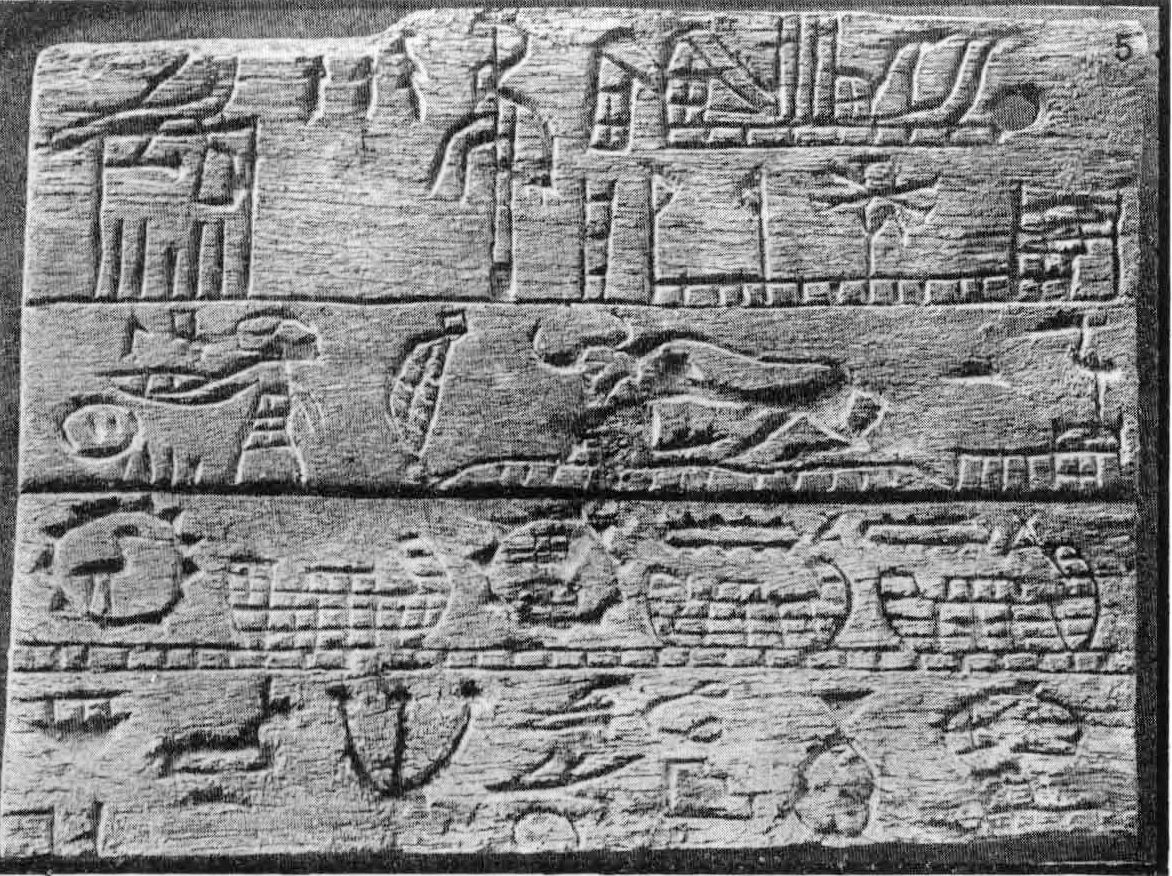
Placa de marfil de Menes (3200-3000 a. C.)

## Afinidad genética del Cercano Oriente de las momias egipcias antiguas

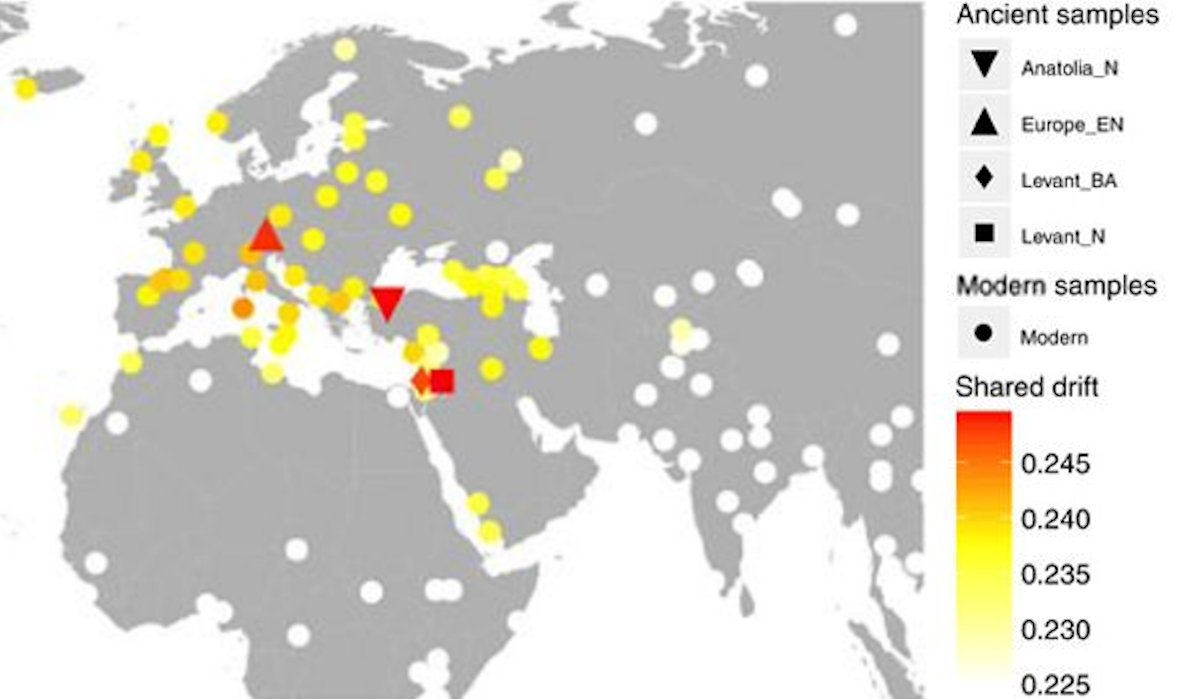
Análisis de deriva y mezcla compartido de momias egipcias antiguas con otras poblaciones antiguas y modernas. La afinidad es más fuerte (en rojo) con las poblaciones antiguas del Cercano Oriente

Un reciente estudio de 2017 sobre la composición del  ADN mitocondrial de las momias egipcias ha demostrado un alto nivel de afinidad con el ADN de las poblaciones del Cercano Oriente. El estudio se realizó en una momia de Abusir el-Meleq, cerca de El Fayum, que estuvo habitada desde al menos 3250 a. C. hasta aproximadamente 700 d. C.Un análisis de la deriva compartida y de la mezcla del ADN de estas antiguas momias egipcias muestra que la conexión es más fuerte con las poblaciones antiguas del  Levante, el Cercano Oriente y Anatolia, y en menor medida con las poblaciones modernas del Cercano Oriente y el Levante. En particular, el estudio encuentra "que los antiguos egipcios están más estrechamente relacionados con las muestras del Neolítico y la Edad de Bronce en el Levante, así como con las poblaciones neolíticas anatolianas y europeas".
En general, las momias estudiadas estaban más cerca genéticamente de las personas del Cercano Oriente que la población egipcia moderna, que tiene una mayor proporción de genes procedentes del África subsahariana después del período romano.
Los datos sugieren un alto nivel de interacción genética con el Cercano Oriente desde la antigüedad, probablemente desde el Egipto prehistórico: «Nuestros datos parecen indicar una estrecha mezcla y afinidad en una fecha mucho más temprana, lo cual no es sorprendente dadas las largas y complejas conexiones entre Egipto y el Medio Oriente. Estas conexiones se remontan a la Prehistoria y se produjeron a diversas escalas, incluyendo el comercio terrestre y marítimo, la diplomacia, la inmigración, la invasión y la deportación».

## Influencia egipcia en el arte mesopotámico
Tras este primer periodo de intercambio y la introducción directa de componentes mesopotámicos en la cultura egipcia, Egipto pronto empezó a afirmar su propio estilo a partir del periodo dinástico temprano (3150-2686 a. C.), considerándose la paleta de Narmer como un punto de inflexión. Los sellos de los cilindros fueron pronto abandonados en favor de sellos de escarabajo.
Egipto parece haber proporcionado cierta retroalimentación artística a Mesopotamia en la época del Periodo Dinástico Temprano de Mesopotamia (2900-2334 a. C.), especialmente en el caso de la iconografía real: la figura del rey hiriendo a sus enemigos con una maza, y la representación de enemigos muertos siendo comidos por aves de presa apareció en Egipto desde la época de la paleta de Narmer, y luego fueron adoptadas siglos más tarde por los gobernantes mesopotámicos Eannatum y Sargón de Akkad. Esta representación parece formar parte de un sistema artístico para promover la "monarquía hegemónica". Otro ejemplo es el uso de cabezas de maza decoradas como símbolo de la realeza.
También existe la posibilidad de que las representaciones del rey mesopotámico con la parte superior del cuerpo musculoso y desnudo luchando contra sus enemigos en una postura cuadrangular, como se ve en la estela de Naram-Sin o en las estatuas de Gudea (todas ellas en torno al año 2000 a. C.), se deriven de la escultura egipcia, que por entonces ya había pasado por su edad de oro durante el  Antiguo Reino.

## Periodos posteriores
Los intercambios entre las dos culturas volverían a florecer desde el período del  Nuevo Reino de Egipto (c.1550 a. C.-1069 a. C.), esta vez un intercambio entre dos civilizaciones maduras y bien establecidas.
En la última fase de los intercambios históricos, el Imperio aqueménida estableció satrapías en Egipto, fundando la  27ª dinastía aqueménida de Egipto (525-404 a. C.) y la  31.ª dinastía de Egipto (343-332 a. C.).